# Pseudophryne raveni
Pseudophryne raveni är en groddjursart som beskrevs av Ingram och Chris J. Corben 1994. Pseudophryne raveni ingår i släktet Pseudophryne och familjen Myobatrachidae. IUCN kategoriserar arten globalt som livskraftig. Inga underarter finns listade i Catalogue of Life.